# Bülent Çelebi
Bülent Çelebi (* 1976 in Hamburg-Altona), auch bekannt als B-Low, ist ein kurdischer Musiker und Schauspieler.
Bülent „B-Low“ Çelebi spielte u. a. 2003 die Hauptrolle in dem Kurzfilm 3 Engel für Ali und wirkte innerhalb des Hip-Hop-Projekts Digger Dance am Soundtrack des Films mit. Es folgte die Mitwirkung an weiteren Filmprojekten. Mit Digger Dance veröffentlichte er diverse Singles und schließlich das Album The Diggest bei Eimsbush und hatte in den 1990er Jahren unter anderem den regionalen Hit Digger Is A Dancer. Das Musikvideo zu dem Track war eine frühe Regiearbeit des später bekannt gewordenen Filmemachers Fatih Akın, der Çelebi 2009 wiederum eine Rolle in seinem international erfolgreichen Film Soul Kitchen gab. Als Ali Davidson stellt der Deutschtürke hier einen Rocker-Kneipengast mit südländischem Aussehen dar.
Auf dem Album 20.000 Meilen unter dem Yeah von Captain Gips, das im November 2013 erschienen ist, rappt er beim Stück Komm zu mir mit.